# Jugoslawismus

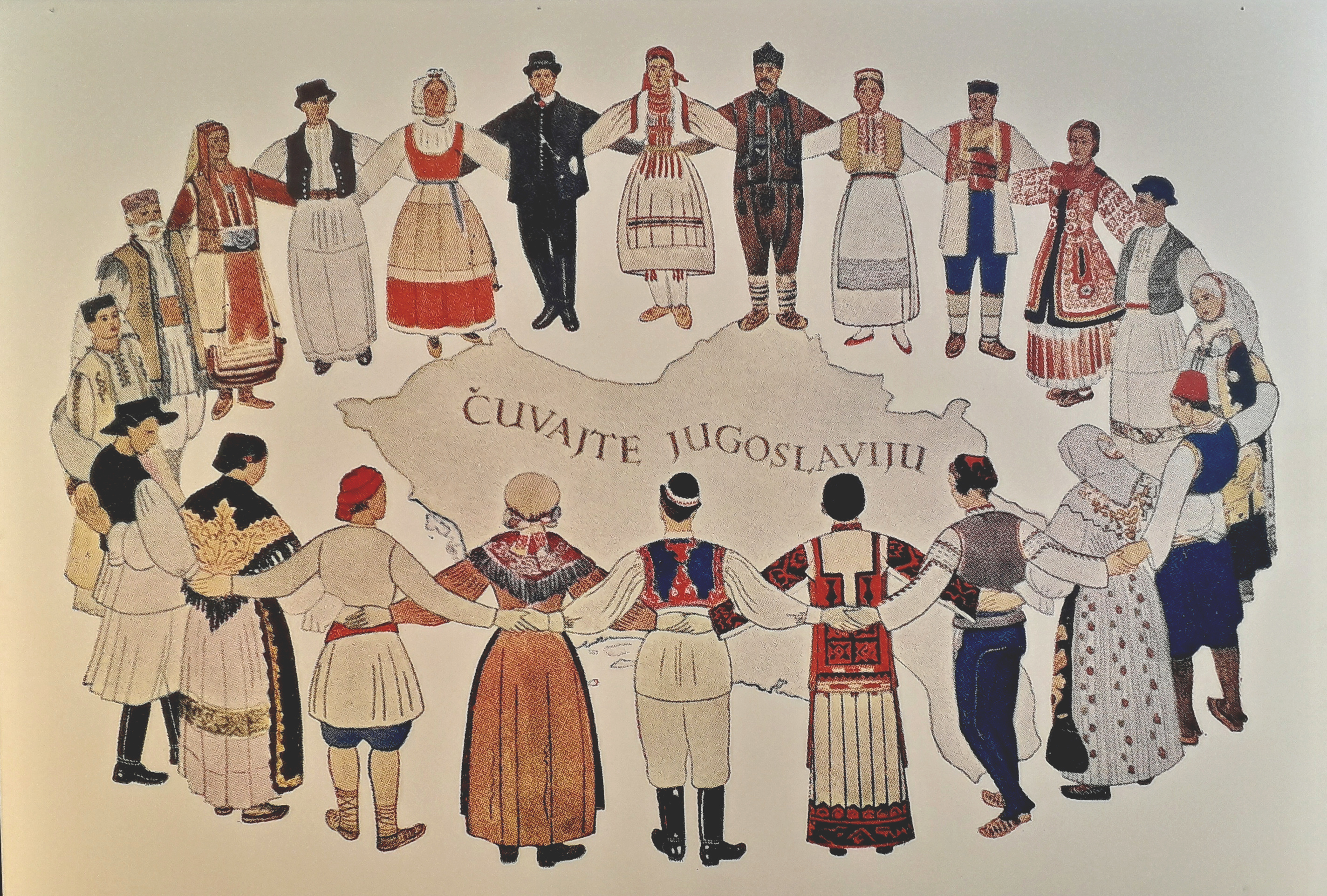
Propagandapostkarte des Ersten Jugoslawien mit den angeblichen Sterbeworten Alexanders I. „Čuvajte Jugoslaviju“ (Behütet Jugoslawien), der 1929 eine Königsdiktatur errichtet hatte.

Jugoslawismus (serbokroatisch jugoslavenstvo) ist die in Anlehnung an den Illyrismus im 19. Jahrhundert entstandene Ideologie von der Vereinigung der Südslawen. Die Anhänger des Jugoslawismus und die Angehörigen eines jugoslawischen Staates bezeichnet man als Jugoslawen.
Der Jugoslawismus geht von der Vorstellung einer besonders engen sprachlichen, kulturellen und damit auch politischen und staatlichen Verwandtschaft bzw. Beziehung aus. Seine weiteste Form erstreckt sich theoretisch auf alle Südslawen, beschränkte sich tatsächlich jedoch auf die Südslawen innerhalb der Habsburgermonarchie bzw. dem ehemaligen Jugoslawien, ließ also insbesondere die Bulgaren außen vor. Im Gegensatz dazu steht der Pseudo-Jugoslawismus, der ein Vormachtstreben einer der südslawischen Nationen verdecken soll.
Im Lauf der Zeit unterlag der Jugoslawismus verschiedenen Interpretationen, vor allem im Bezug auf die Ansichten zur Anzahl der sogenannten „Stämme“ also Ethnien oder Nationen und ihrer Zusammengehörigkeit, die Frage des gemeinsamen Namens, die Art ihrer Beziehungen und das Ausmaß ihrer Ähnlichkeiten und Unterschiede.
Bei den beiden praktischen Umsetzungen des Jugoslawismus ging man davon aus, dass es entweder eine einheitliche südslawische Nation gibt, bei der die Ethnien (Serben, Kroaten usw.) allenfalls regionale Ausprägungen aber keine Nationen sind (siehe Erstes Jugoslawien) oder es einen Verbund eng verwandter südslawischer Nationen gibt, die grundsätzlich gleichberechtigt sind (siehe Zweites Jugoslawien).